# Condorhuain
Condorhuain (quechua kuntur cóndor, Quechua ancashino wayi casa, "casa del cóndor", -n un sufijo, también escrito como Kuntur Wayin) es una montaña en la Cordillera Negra en los Andes del Perú que alcanza una altura de aproximadamente 4,200 m (13,800 pies). Se encuentra en la región de Ancash, provincia de Recuay, distrito de Catac. Condorhuain (también escrito Condor Huain) es también el nombre de un arroyo intermitente que se origina al oeste de la montaña. Es un afluente izquierdo del río santa. Sus coordenadas son 09°59′52″S 77°21′58″W.

## Recomendaciones
- Tener en cuenta que cuando se escala una montaña glaciar se deben llevar anteojos para nieve.
- Llevar zapatos especiales para escalar.
- Priorizar el abrigo.
- Conocer la ruta de acceso.